# 李為梁
李为梁（？—？），四川重庆府江津县人，軍籍，明朝政治人物。

## 生平
万历二十八年（1600年）庚子科四川乡试舉人，二十九年（1601年）聯捷辛丑科進士，三十一年官平谷县知县。